# Mark McNally
Mark Thomas McNally (Fazakerley, 20 juli 1989) is een voormalig Engels weg- en baanwielrenner.

## Overwinningen
2004
 Brits kampioen op de weg, Nieuwelingen
2007
 Europees kampioen ploegenachtervolging, Junioren (met Adam Blythe, Peter Kennaugh en Luke Rowe)
2008
 Europees kampioen ploegenachtervolging, Beloften (met Steven Burke, Peter Kennaugh en Andrew Tennant)
2011
Eindklassement Mi-Août en Bretagne
2014
Bergklassement Ronde van Groot-Brittannië

## Resultaten in voornaamste wedstrijden
|      | \| Jaar \| Gent-Wevelgem \| Ronde van Vlaanderen \| Parijs-Roubaix \| Amstel Gold Race \| Luik-Bast.‑Luik \| Waalse Pijl \| \| ---- \| ------------- \| -------------------- \| -------------- \| ---------------- \| --------------- \| ----------- \| \| 2016 \| opgave \| \| \| opgave \| opgave \| opgave \| \| 2017 \| 70e \| 71e \| opgave \| \| \| \| \| 2018 \| 115e \| opgave \| \| opgave \| \| \| |                      |                |                  |                 |             |
| Jaar | Gent-Wevelgem | Ronde van Vlaanderen | Parijs-Roubaix | Amstel Gold Race | Luik-Bast.‑Luik | Waalse Pijl |
| 2016 | opgave |                      |                | opgave           | opgave          | opgave      |
| 2017 | 70e | 71e                  | opgave         |                  |                 |             |
| 2018 | 115e | opgave               |                | opgave           |                 |             |

## Ploegen
- 2009 –  Team Halfords
- 2010 –  An Post-Sean Kelly
- 2011 –  An Post-Sean Kelly
- 2012 –  An Post-Sean Kelly
- 2013 –  An Post-Chainreaction
- 2014 –  An Post-Chain Reaction
- 2015 –  Madison Genesis
- 2016 –  Wanty-Groupe Gobert
- 2017 –  Wanty-Groupe Gobert
- 2018 –  Wanty-Groupe Gobert

Borry · Brammeier · Brems · M.Cassidy · De Schrooder · Debusschere · Eeckhout · Ghyllebert · Hossay · Lisabeth · McLaughlin · McConvey · McNally · Minne · O'Brien · O'Loughlin · Scholtés · Suray · Halpin (stagiair) · Lavery (stagiair)
Bagdonas · Bennett · Brems · M.Cassidy · Claeys · Debusschere · Džervus · Eeckhout · Fenn · Ghyllebert · Heytens · Hollanders · Lavery · McLaughlin · McConvey · McNally · Terweduwe
Bagdonas · Bellis · Bennett · M.Cassidy · Christian · Downey · Eeckhout · Ennekens · Ghyllebert · Jans · Law · McLaughlin · McConvey · McNally · Mould · Segers · Vanbilsen · Wytinck
Archbold · Bennett · Downey · Eeckhout · Franssen · Frend · Gate · Ghyllebert · McLaughlin · McNally · O'Shea · Van Vooren · Vanden Bak · Vereecken · Vermote · Wilson · Wytinck
Archbold · Christie · Claeys · Doull · Downey · Dunne · Franssen · Frend · Gate · R.-J. McCarthy · McNally · Mullen · O'Shea · Traksel · Vanden Bak · Wilson · McCarth (stagiair)
Antonini · Backaert · Baugnies · Degand · Dehaes · Devriendt · Doubey · Kreder · Levarlet · Martin · McNally · Meurisse · Minnaard · Napolitano · Offredo · Pasqualon · Smith · Stenuit · Van Keirsbulck · Van Melsen · Vanspeybrouck · Veuchelen · Dhaene (stagiair) · Gibbons (stagiair) · de Laat (stagiair)
Antonini · Backaert · Baugnies · De Clercq · Degand · Devriendt · Doubey · Dupont · Eiking · Kreder · Martin · McNally · Meurisse · Minnaard · Offredo · Pasqualon · Smith · Vallée · Van Keirsbulck · Van Melsen · Vanspeybrouck